# Łukasz Wójt
Łukasz Wójt (* 13. Mai 1982 in Danzig) ist ein deutsch-polnischer Freistil-, Lagenschwimmer und Olympiastarter (2008), der heute als Triathlet aktiv ist. Er ist der Enkel des Rekordschwimmers Marek Petrusewicz (1934–1992).

## Werdegang

### Schwimmen
Łukasz Wójt besitzt die polnische Staatsbürgerschaft und startet international für Polen. Bei den Europameisterschaften 2006 in Budapest erreichte er über 200 m Lagen den Endlauf und erreichte dort Rang sieben. Diese Platzierung erreichte er erneut zwei Jahre später in Eindhoven. Mit der 4 × 200-m-Freistilstaffel Polens wurde Wójt Fünfter.
Bei den Kurzbahneuropameisterschaften 2008 in Rijeka gewann er über 400 m Lagen die Bronzemedaille. Mit der Staffel erreichte er bei den Kurzbahnweltmeisterschaften 2008 in Manchester Platz acht, über 400 m Lagen wurde er Sechster. Über 200 m Lagen und mit der 4 × 200-m-Freistilstaffel trat er bei den Olympischen Sommerspielen 2008 in Peking an. In beiden Wettkämpfen schied er in den Vorläufen aus.
Bei Deutschen Meisterschaften gewann Wójt 2005, 2006 und 2007 jeweils die Titel über 400 m Lagen.
2007 gewann er zudem den Titel über 200 m Freistil. Der Schwimmer lebte in Frankfurt am Main und startete für die SG Frankfurt, zuvor für die EOSC Offenbach.
Łukasz Wójt nahm an den Olympischen Sommerspielen 2008 in Peking teil, ohne einen Endlauf zu erreichen. Eine versuchte Nominierung für die Olympischen Spiele 2012 und die Olympischen Spiele 2016 gelang ihm nicht.

### Triathlon seit 2016
Łukasz Wójt lebt in Würzburg und ist seit 2016 für Deutschland als Triathlet aktiv.
Er zeichnet sich immer wieder als einer der schnellsten Schwimmer auf der Langdistanz aus. Beim Ironman Austria (3,86 km Schwimmen, 180,2 km Radfahren und 42,195 km Laufen) belegte der damals 36-Jährige im Juli 2018 als schnellster Schwimmer (44:31 min) nach 8:28:03 h mit persönlicher Langdistanz-Bestzeit den sechsten Rang.
Im Juni 2019 gewann Wójt sein erstes Ironman-Rennen beim Ironman 70.3 Luxembourg.
Beim Ironman Italy wurde er im September desselben Jahres Vierter.
Beim Ironman Copenhagen belegte er im August 2021 den 15. Rang, nachdem er das Schwimmen als schnellster Athlet beendet hatte.
Łukasz Wójt wird in der Bestenliste deutscher Triathleten auf der Ironman-Distanz geführt.

## Sportliche Erfolge
| Datum/Jahr    | Rang | Wettbewerb                                                   | Austragungsort    | Zeit     | Bemerkung                                                                              |
| ------------- | ---- | ------------------------------------------------------------ | ----------------- | -------- | -------------------------------------------------------------------------------------- |
| 15. Juni 2025 | DNF  | Ironman Austria                                              | Klagenfurt        | –        | schnellster Schwimmer in 46:29 Minuten                                                 |
| 15. Sep. 2024 | 9    | ETU Challenge Long Distance Triathlon European Championships | Almere            | 08:03:21 | im Rahmen der Challenge Almere-Amsterdam                                               |
| 7. Juli 2024  | 17   | Challenge Roth                                               | Roth              | 08:06:27 |                                                                                        |
| 26. Juni 2022 | DNF  | Ironman Germany                                              | Frankfurt am Main | –        | Ironman European Championship                                                          |
| 1. Mai 2022   | 1    | Peniscola Infinitri                                          | Peniscola         | 03:55:45 |                                                                                        |
| 19. Sep. 2021 | 12   | Ironman Austria                                              | Klagenfurt        | 08:18:52 |                                                                                        |
| 22. Aug. 2021 | 15   | Ironman Copenhagen                                           | Kopenhagen        | 08:12:26 | schnellster Schwimmer in 43:57 min                                                     |
| 21. Sep. 2019 | 4    | Ironman Italy                                                | Cervia            | 08:08:52 | persönliche Bestzeit auf der Ironman-Distanz                                           |
| 7. Juli 2019  | 4    | Ironman Austria                                              | Klagenfurt        | 08:27:29 |                                                                                        |
| 16. Juni 2019 | 1    | Ironman 70.3 Luxembourg                                      | Remich            | 03:49:05 |                                                                                        |
| 2. Juni 2019  | 3    | Ironman 70.3 Kraichgau                                       | Kraichgau         | 04:06:24 |                                                                                        |
| 22. Sep. 2018 | 4    | Ironman Italy                                                | Cervia            | 08:25:55 | als schnellster Schwimmer                                                              |
| 1. Juli 2018  | 6    | Ironman Austria                                              | Klagenfurt        | 08:28:03 | als schnellster Schwimmer mit 44:31 min                                                |
| 13. Mai 2018  | 1    | Dreiflüsse-Triathlon                                         | Gemünden          | 01:43:16 | 800 m Schwimmen, 35 km Radfahren und 10 km Laufen                                      |
| 9. Juli 2017  | 15   | Ironman Germany                                              | Frankfurt am Main | 08:28:44 | als schnellster Schwimmer mit 45:44 min                                                |
| Juni 2017     | 1    | Triathlon Ingolstadt                                         | Ingolstadt        |          | Sieger über die Mitteldistanz (1,9 km Schwimmen, 86,3 km Radfahren und 20,2 km Laufen) |

(DNF – Did Not Finish)